# FC 모현
FC 모현은 under-15 형태의 유소년 축구단으로 학교나 프로구단과 협약을 맺지 않고 운영학고 있다.

## 출신 선수
- 이영준

- 유 선